# Afrikas gröna berg
Afrikas gröna berg (originaltitel: Green Hills of Africa) är en facklitterär bok från 1935 av Ernest Hemingway.
Tillsammans med sin just då aktuella hustru, bekant som Lilla mamma, ger sig Hemingway iväg till Afrika med en enda önskan: att nedlägga stora djur. Han har anställt en professionell engelsk jägare för att föra honom till de rätta jaktmarkerna, och i sällskapet finns också en rad udda personer - från de infödda bärarna till den skicklige kocken.
I romanens form skildras sedan faktiska händelser, laddade och högdramatiska. 